# Горичане
Горичане (болг. Горичане) — село в Болгарии. Находится в Добричской области, входит в общину Шабла. Население составляет 92 человека.

## Политическая ситуация
Горичане подчиняется непосредственно общине и не имеет своего кмета.
Кмет (мэр) общины Шабла — Красимир Любенов Крыстев (Граждане за европейское развитие Болгарии (ГЕРБ)) по результатам выборов.